# Christof Innerhofer
Christof Innerhofer (n. 17 decembrie 1984, Brunico, Trentino-Tirolul de Sud, Italia) este un schior alpin ce a reprezentat Italia, medaliat olimpic. A participat la 2 ediții ale Jocurilor Olimpice (2010, 2014) în care a câștigat o medalie de argint și o medalie de bronz.